# Distributions bâties sur Fedora

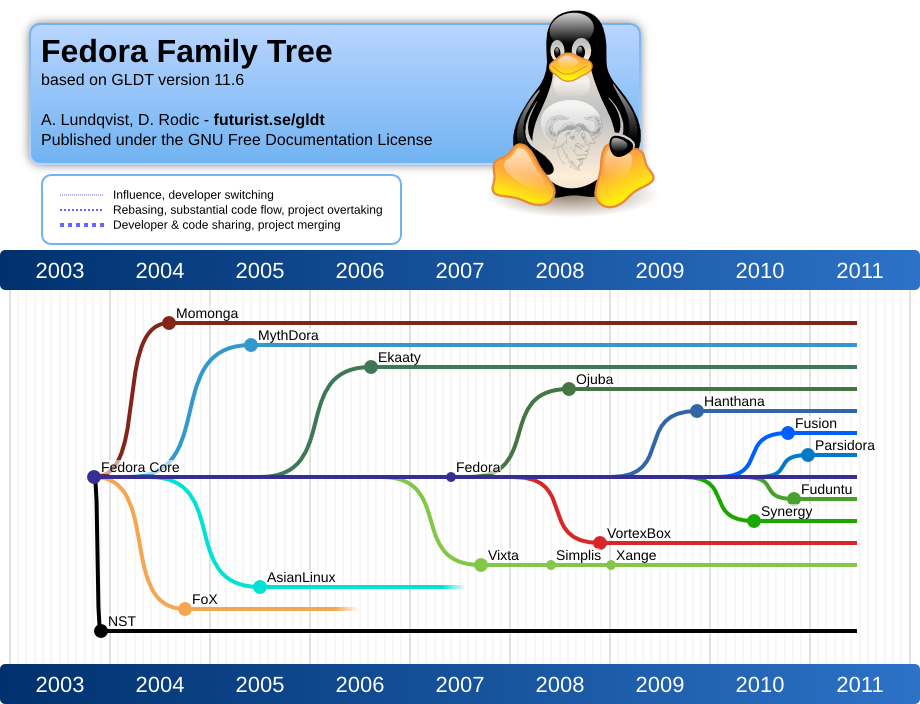
Arbre des distributions bâties sur Fedora

## Liste
Liste des distributions bâties sur Fedora ne figurant pas dans la catégorie ci-dessus :
- Ekaaty (no), distribution brésilienne.
- LinuxTLE (en), distribution thaïlandaise.
- Momonga Linux (ja), distribution japonaise.
- Ojuba Linux (ar), distribution arabe.
- Pidora (es), la Raspberry Pi Fedora Remix, produite et maintenue par le Seneca Centre for Development of Open Technology, tourne sur le Raspberry Pi
- Bee Linux, fut le premier Linux algérien[1] (bâti sur Fedora 8).
- VortexBox, distribution dont le but est de transformer un ordinateur non utilisé en un serveur de musique ou un jukebox facile à utiliser.
- MythDora (no), conçue pour faciliter l'installation de MythTV sur un HTPC.